# Shanting

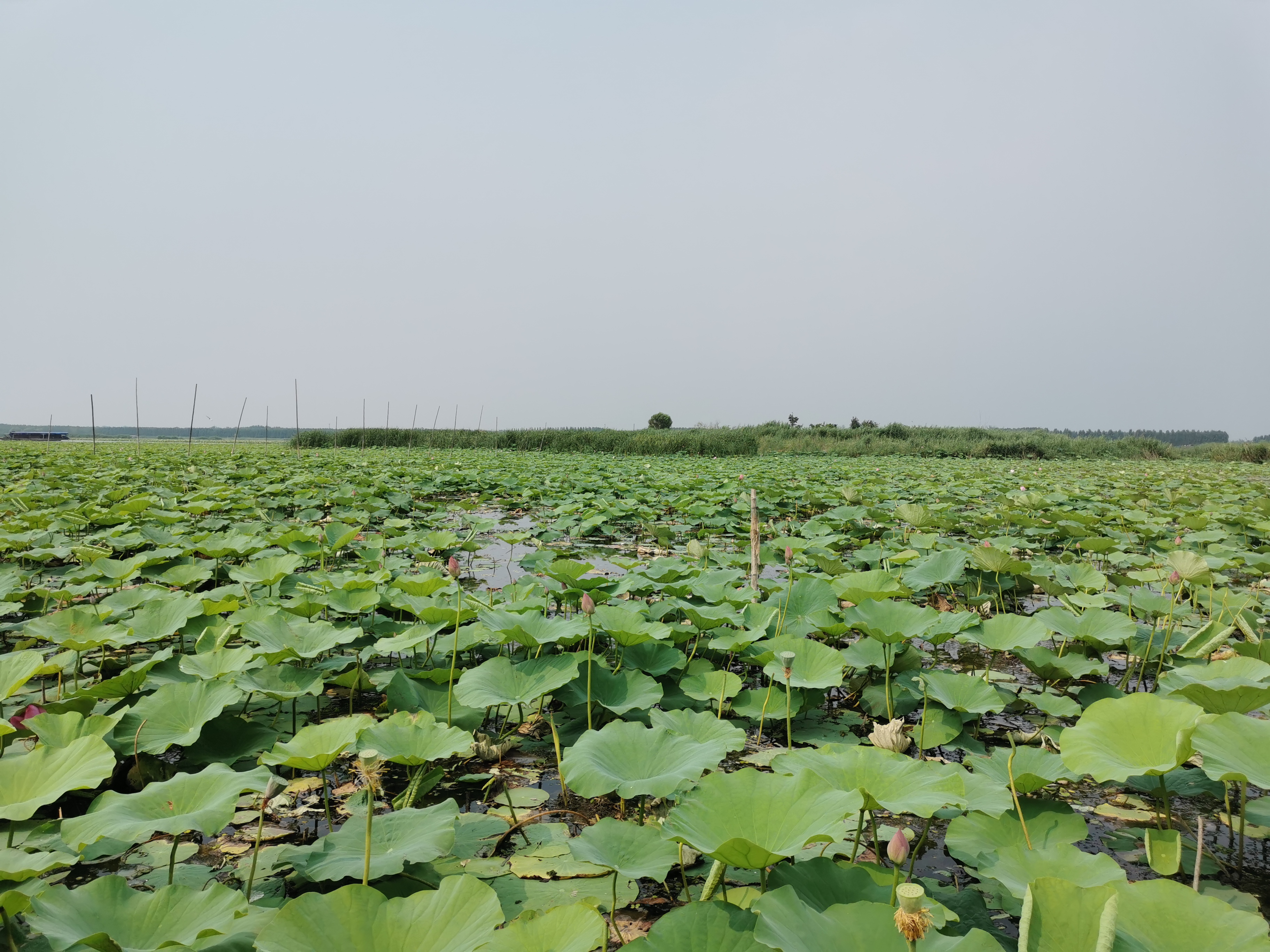
Weishan See

Der Stadtbezirk Shanting (chinesisch 山亭区, Pinyin Shāntíng Qū) gehört zum Verwaltungsgebiet der bezirksfreien Stadt Zaozhuang im Süden der Provinz Shandong, Volksrepublik China. Er hat eine Fläche von 1.019 km² und zählt 464.804 Einwohner (Stand: Zensus 2010). Regierungssitz ist das Straßenviertel Shancheng (山城街道).

## Administrative Gliederung
Auf Gemeindeebene setzt sich der Stadtbezirk aus einem Straßenviertel, acht Großgemeinden und einer Gemeinde zusammen. 